# Pierre Dumayet
 (octobre 2016).
Pour les articles homonymes, voir Dumayet.
Pierre Dumayet, né le 24 février 1923 à Houdan et mort le 17 novembre 2011 à Paris 7e, est un journaliste, scénariste et producteur français, ayant participé aux débuts de la télévision française. Il fait partie des principaux producteurs de la populaire émission de télévision d'actualités française Cinq colonnes à la une, diffusée du 9 janvier 1959 jusqu’au 3 mai 1968 sur la RTF Télévision puis sur la Première chaîne de l'ORTF.

## Biographie
Pierre Dumayet est né à Houdan (Yvelines) où habitait son oncle pharmacien. Son père occupe un poste important à la Banque de France. En raison de la déclaration de guerre de la France à l'Allemagne, il passe son baccalauréat à Chartres en juin 1940 alors que les Français fuient sur les routes l'avancée de l'armée allemande. Pour l'épreuve d'anglais, le sujet est le suivant : « Racontez vos joies et vos impressions lorsque vous faites vos bagages à la veille du départ en vacances. » Très agacé, Pierre Dumayet rend une copie blanche avec écrit dessus « Merde », il est recalé et doit repasser le bac en septembre. Licencié de philosophie et amoureux de la littérature, il souhaite à l’origine devenir pharmacien et renonce à préparer l'agrégation de philosophie en raison du traitement peu élevé des agrégés.
Il commence à la radio fin 1945 dans le magazine littéraire de Jean Lescure qu’il anime avec Pierre Desgraupes : un collaborateur qui partage sa vision d’un journalisme indépendant et exigeant et avec qui, plus tard, il conçoit plusieurs émissions pour la télévision. Il participe à cette époque aux balbutiements de la télévision et fait figure de pionnier dans ce nouvel espace de liberté où tout est à inventer. Il travaille en effet sur le premier journal télévisé de la RTF, le 29 juin 1949 présenté par Pierre Sabbagh aux côtés de Jean-Marie Coldefy, Pierre Tchernia, Georges de Caunes, ayant été engagé à l'origine pour commenter les films que la RTF achète alors aux agences.
Pendant l’été 1950, Claude Barma réalise le tout premier feuilleton de la télévision française : l'Agence Nostradamus qui est diffusé dès le 9 octobre 1950. Pierre Dumayet écrit les dialogues des dix épisodes que compte le feuilleton.
Avec Pierre Desgraupes il collabore pendant quinze ans à la réalisation et la présentation de Lectures pour tous, introduisant ainsi la littérature à la télévision, l’émission française à la plus longue durée de vie de 1953 à 1968, initiée par Jean d'Arcy, directeur des programmes et diffusée la première fois le 27 mars 1953. Il est scénariste, producteur et coproducteur de multiples émissions notamment, En votre âme et conscience également avec Pierre Desgraupes de 1955 à 1970 et Cinq colonnes à la une de 1959 à 1968, une émission d’information créée selon ses dires en réaction à la mainmise de Charles de Gaulle sur la télévision de cette époque. Il est également l’auteur de nombreuses émissions comme Le Temps de lire (1970), Cent questions derrière un miroir, Des milliers de livres écrits à la main (1975), « Lire c’est vivre ». Pierre Dumayet prend sa retraite en 1983, tout en restant attentif à l'actualité.
Il s’illustre au cours de sa carrière en interviewant d’importantes figures du XXe siècle comme Eugène Ionesco, Claude Lévi-Strauss, Jean Cocteau, le Général Massu, Jorge Luis Borges, Robert Badinter, Louis Ferdinand Céline, Lucien Neuwirth ainsi que René Goscinny ou Marie Besnard. En 1963, à l'occasion de la publication en français de l'autobiographie du dalaï-lama Ma terre et mon peuple, il interroge dans l'émission Lectures pour tous Dagpo Rinpotché et Thoupten Phuntshog, les deux premiers lama tibétains s'étant sont rendus en France, à la suite du soulèvement tibétain de 1959.
Il meurt le 17 novembre 2011 dans le 7e arrondissement de Paris, à l'âge de 88 ans. Il est inhumé au cimetière de Bages (Aude). Son épouse Françoise, productrice, est décédée le 25 janvier 2017 à 93 ans. Il a deux fils : Antoine (1947-2023) et Nicolas (1950-2011). Il est le père d' Antoine Dumayet, dit Antoine Gallien, écrivain, réalisateur de télévision et scénariste et de Nicolas Dumayet, acteur de cinéma, de théâtre et metteur en scène.

## Publications
- À la recherche du féminin : abécédaire (Pierre Dumayet, Pierre Alechinsky), L'Échoppe, 2007  (ISBN 978-2-84068-199-1)
- Autobiographie d’un lecteur, éditions Pauvert, 2000  (ISBN 2-72021-382-9) LGF/Livre de Poche, 2001  (ISBN 978-2-253-15202-6)
- Dits à la télévision, entretiens avec Marguerite Duras, EPEL, 1999  (ISBN 978-2908855425)
- Salonul, Clusium, Cluj-Napoca, 1998 (trad. en roumain Corina Mǎrgineanu)  (ISBN 973-555-197-7)
- Des goûts et des dégoûts, L’Échoppe, 1996  (ISBN 2-84068-0637)
- La Maison vide, Verdier, 1996  (ISBN 2-86432-243-9)
- Le Parloir, Verdier, 1995  (ISBN 2-86432-218-8)
- La vie est un village, Verdier, 1992  (ISBN 2-86432-148-3)
- La Nonchalance, Verdier, 1991  (ISBN 2-86432-118-1)
- Brossard et moi, Verdier, 1989  (ISBN 2-86432-083-5)
- Narcisse, Talus d’approche, 1986  (ISBN 978-2-87246-011-3)
- Treuille, La Différence, 1987  (ISBN 978-2-7291-0230-2)
- La Tête, Grasset, 1980  (ISBN 978-2-246-00952-8)
- Monsieur a-t-il bien tout dit aujourd’hui ?, Denoël, 1967, rééd. 1981  (ISBN 978-2-207-20346-0)

## Filmographie

### Scénariste

#### Au cinéma
- Mourir d'aimer (1971)
- Il n'y a pas de fumée sans feu (1973)
- Verdict (1974)
- L'Argent des autres (1978) (dialogue)
- Malevil (1981) (scénariste)
- Le Mal d'aimer (1986) (scénariste)  ("La coda del diavolo" - Italie (titre original))

#### À la télévision
- L'Agence Nostradamus (1950) (dialoguiste)
- En votre âme et conscience (1956-1969), épisodes Le Docteur X (1957) et Les Innocents d'Egalgson (1968)
- Madame le juge (1978), épisode Monsieur Bais (1978)
- Les Procès témoins de leur temps (1977-1978), épisodes Les fusils sont arrivés (1977) et La Preuve par cinq (1978)
- Bruges la morte (1980) (adaptation)
- Les Dossiers éclatés (1980-1981), épisodes Le Querellé ou La Nécessité d'être comme tout le monde (1980) et Le Jardin d'hiver (1981)
- Raspail ou La passion de la république (1981)
- Par ordre du Roy (1983)
- Lire c'est vivre: Élie Faure, Vélasquez et les Ménines (1984)
- Médecins des hommes (1988), épisode Mer de Chine: Le pays pour mémoire (1988)
- Le musée d'Orsay (1990), série de 6 épisodes de 52 min[9]
- Alcyon (1990) (adaptation en téléfilm du roman éponyme de Pierre Herbart)
- Un siècle d'écrivains (1995), épisode Raymond Queneau (1995)
- Une page d'amour (1995), adaptation en téléfilm du roman éponyme d'Émile Zola
- C'est l'homme que j'ai tué (1996) (adaptation) ("L'uomo che ho ucciso" - Italie (titre original))
- Sapho (1997) (adaptation du roman éponyme d'Alphonse Daudet)
- Franz Kafka, lettres à Felice et à Milena (2002) (commentaire)

### Producteur
- Lecture pour tous (1953), série télévisée
- En votre âme et conscience (1957-1968), 13 épisodes de cette série télévisée
- Cinq colonnes à la une (1959), série télévisée
- D'homme à homme (1984), magazine ethnologique
- Lire c'est vivre : Élie Faure, Vélasquez et les Ménines (1984) (TV)

### Acteur
- Les lions sont lâchés (1961) (non crédité)
- Peau d'espion (1970) (non crédité)
- Sortie de secours (1970)
- Le scénario défendu (1984) (téléfilm)

### Émissions auxquelles il a contribué
- Panorama, France Culture, octobre 1996
- Coup de cœur, par Cella Minart, Radio France Internationale, 22 juin 1992
- Caractères, par Bernard Rapp et Martine Saada, FR3, 13 mars 1992
- Fréquence lire, Radio France Internationale, 20 avril 1991
- Ex-Libris, par Patrick Poivre d’Arvor, TF1, 31 janvier 1991
- Le Divan, par Henry Chapier, FR3, juillet 1989
- La Der des der, par Michel Polac, M6, 14 juin 1989

## Récompenses
- 1978 : Prix Jean-Le-Duc pour L'Argent des autres